# Joachim du Bellay
Joachim du Bellay var en fransk poet født i 1522 i "Turmelière slot" (château de la Turmelière), i byen Liré i departement "Maine-et-Loire",(Tidligere kaldt Anjou) og død i 1560, i Paris. 

## Biografi
Han var gejstlig, men hans titel som "Domherre af Notre Dame de Paris" forhindrede ham ikke at føre et mondænt liv.
Han er kendt for værket "længslerne" (Les Regrets), en samling af 191 sonetter skrevet i forbindelse med hans ophold i Rom fra 1553 til 1557. 

Den meste kendt af disse sonetter er nok "Ulysse" (Odysseus) (nr. 31 af 191).

Hans møde med den franske digter Pierre de Ronsard markerede begyndelsen på den franske poetiske bevægelse, "La Pléiade" (Plejade), 
en gruppe på syv franske digtere, som var: 
- Pierre de Ronsard,
- Joachim du Bellay,
- Nicolas Deniso,
- Jacques Peletier du Mans,
- Rémy Belleau,
- Antoine de Baïf et
- Etienne Jodelle.

Deres ideer er samlet i en manifest, som er skrevet af J. du Bellay, og som hedder "Forsvar og beskrivelse af det franske sprog",(Défense et illustration de la langue française-1549).
Værket udkom ti år efter "l'ordonnance de Villers-Cotterêts" ( Villers-Cotterêts dekret fra Francois 1., Frans 1. ) 
som fremtvang det franske sprog som administrativt og juridisk sprog i Frankrig.

## Ulysse-Odysseus
Heureux qui, comme Ulysse, a fait un beau voyage,

Ou comme cestuy-là qui conquit la toison,

Et puis est retourné, plein d’usage et raison,

Vivre entre ses parents le reste de son âge !

Quand reverrai-je, hélas ! de mon petit village

Fumer la cheminée, et en quelle saison

Reverrai-je le clos de ma pauvre maison,

Qui m’est une province, et beaucoup davantage ?

Plus me plaît le séjour qu’ont bâti mes aïeux

Que des palais romains le front audacieux,

Plus que le marbre dur me plaît l’ardoise fine,

Plus mon Loire gaulois que le Tibre latin,

Plus mon petit Liré que le mont Palatin,

Et plus que l’air marin la douceur angevine.